# Circonscription de Tarfaya
La circonscription de Tarfaya est une circonscription législative marocaine de la province de Tarfaya située en région Laâyoune-Sakia El Hamra. Elle est représentée dans la Xe législature par Abdellah Baillat et Ali Razama.

## Historique des députations
| Législature | Début de mandat  | Fin de mandat    | Députés élus | Députés élus            | Députés élus | Députés élus           |
| ----------- | ---------------- | ---------------- | ------------ | ----------------------- | ------------ | ---------------------- |
| IXe         | 26 novembre 2011 | 7 octobre 2016   |              | Abdellah Baillat (PAM)  |              | Elhoucine Jaayder (PI) |
| Xe          | 8 octobre 2016   | 8 septembre 2021 |              | Abdellah Baillat (PAM)  |              | Ali Razama (PJD)       |
| XIe         | 9 septembre 2021 | ?                |              | Abdelhay Hartoune (RNI) |              | Abdellah Baillat (PI)  |

## Historique des élections

### Découpage électoral d'octobre 2011

#### Élections de 2016
| Parti       | Parti                                                       | Voix  | %      | Député(s) élus   |  |
| ----------- | ----------------------------------------------------------- | ----- | ------ | ---------------- |  |
|             | Parti authenticité et modernité (PAM)                       | 2 644 | 36,80  | Abdellah Baillat |  |
|             | Parti de la justice et du développement (PJD)               | 2 299 | 32,00  | Ali Razama       |  |
|             | Parti de l'Istiqlal (PI)                                    | 1 659 | 23,09  |                  |  |
|             | Front des forces démocratiques (FFD)                        | 453   | 6,30   |                  |  |
|             | Union socialiste des forces populaires (USFP)               | 49    | 0,68   |                  |  |
|             | Parti du progrès et du socialisme (PPS)                     | 31    | 0,43   |                  |  |
|             | Mouvement populaire (MP)                                    | 16    | 0,22   |                  |  |
|             | Parti des Néo-Démocrates (PND)                              | 16    | 0,22   |                  |  |
|             | Parti de l'environnement et du développement durable (PEDD) | 7     | 0,10   |                  |  |
|             | Parti de la gauche verte (PGV)                              | 7     | 0,10   |                  |  |
|             | Mouvement démocratique et social (MDS)                      | 4     | 0,06   |                  |  |
|             |                                                             |       |        |                  |  |
| Inscrits    | Inscrits                                                    | 9 461 | 100,00 |                  |  |
| Abstentions | Abstentions                                                 | 2 276 | 24,06  |                  |  |
| Exprimés    | Exprimés                                                    | 7 185 | 75,94  |                  |  |

#### Élections de 2021
| Parti       | Parti                                               | Voix   | %      | Députés élus      |  |
| ----------- | --------------------------------------------------- | ------ | ------ | ----------------- |  |
|             | Rassemblement national des indépendants (RNI)       | 4 594  | 48,76  | Abdelhay Hartoune |  |
|             | Parti de l'Istiqlal (PI)                            | 2 740  | 29,08  | Abdellah Baillat  |  |
|             | Union socialiste des forces populaires (USFP)       | 1 620  | 17,19  |                   |  |
|             | Parti authenticité et modernité (PAM)               | 327    | 3,47   |                   |  |
|             | Parti de la justice et du développement (PJD)       | 52     | 0,55   |                   |  |
|             | Union constitutionnelle (UC)                        | 50     | 0,53   |                   |  |
|             | Parti vert marocain (PVM)                           | 13     | 0,14   |                   |  |
|             | Parti du progrès et du socialisme (PPS)             | 11     | 0,12   |                   |  |
|             | Parti démocratique de l'indépendance (PDI)          | 8      | 0,08   |                   |  |
|             | Parti de la liberté et de la justice sociale (PLJS) | 7      | 0,07   |                   |  |
|             |                                                     |        |        |                   |  |
| Inscrits    | Inscrits                                            | 11 074 | 100,00 |                   |  |
| Abstentions | Abstentions                                         | 1 652  | 14,92  |                   |  |
| Exprimés    | Exprimés                                            | 9 422  | 85,08  |                   |  |